# 死体ごっこ

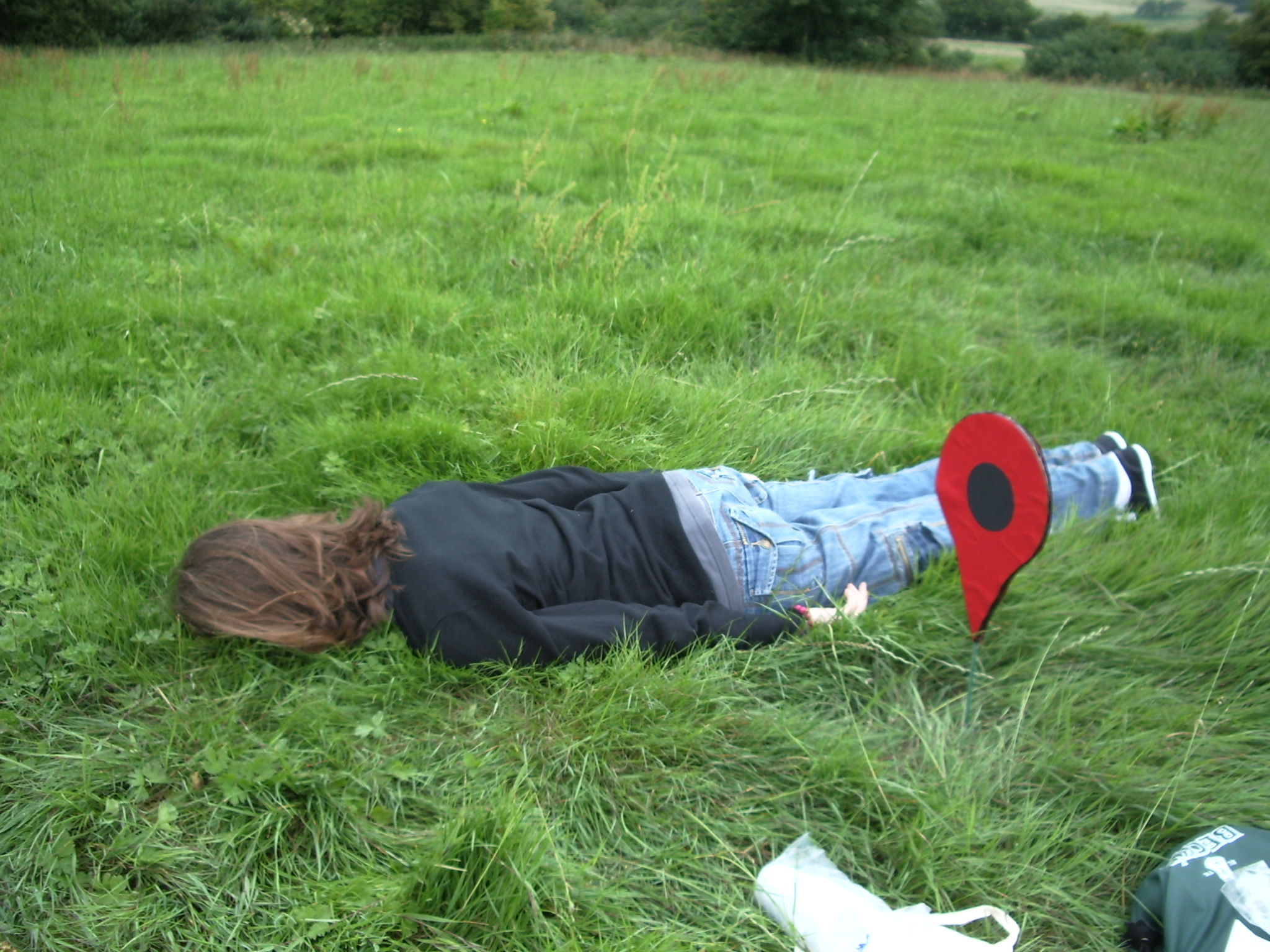
死体ごっこの光景（Planking）

死体ごっこ（したいごっこ）は、死体の真似をするという遊び、またその写真をインターネットにアップするインターネット・ミームの一種である。オーストラリアでは、プランキング（英語: planking）とも呼ばれる。
不慮の死亡事故を引き起こすなどして、社会問題化している国もある。

## 主なルール
- 気をつけの姿勢で両手を伸ばし、うつぶせに寝ころび、鼻を地面につける。この姿勢が必須というわけではなく、参加者のスタンスによっては、より面白い状態で写真を撮ることの方を優先している。
- その状態の写真を撮り、インターネット上にアップする。
- 大勢での参加や公共の場所での撮影など、より困難で、場違いであればあるほど良い。

## ギャラリー

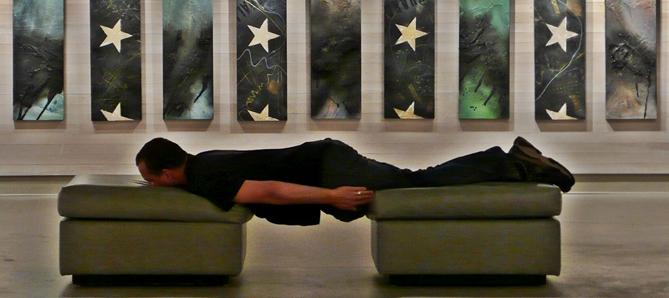
椅子と椅子の間でのプランキング
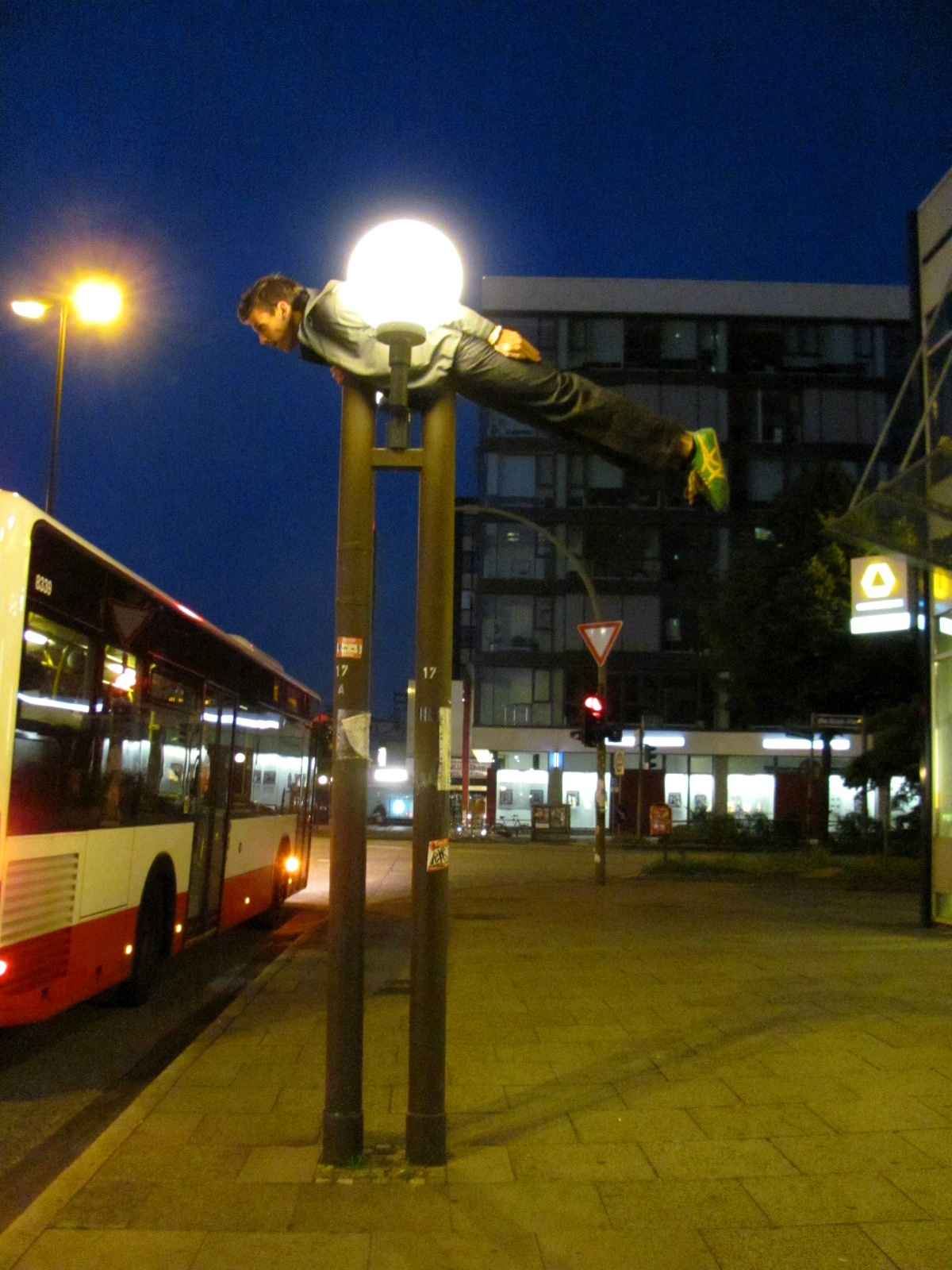
街灯の上でのプランキング
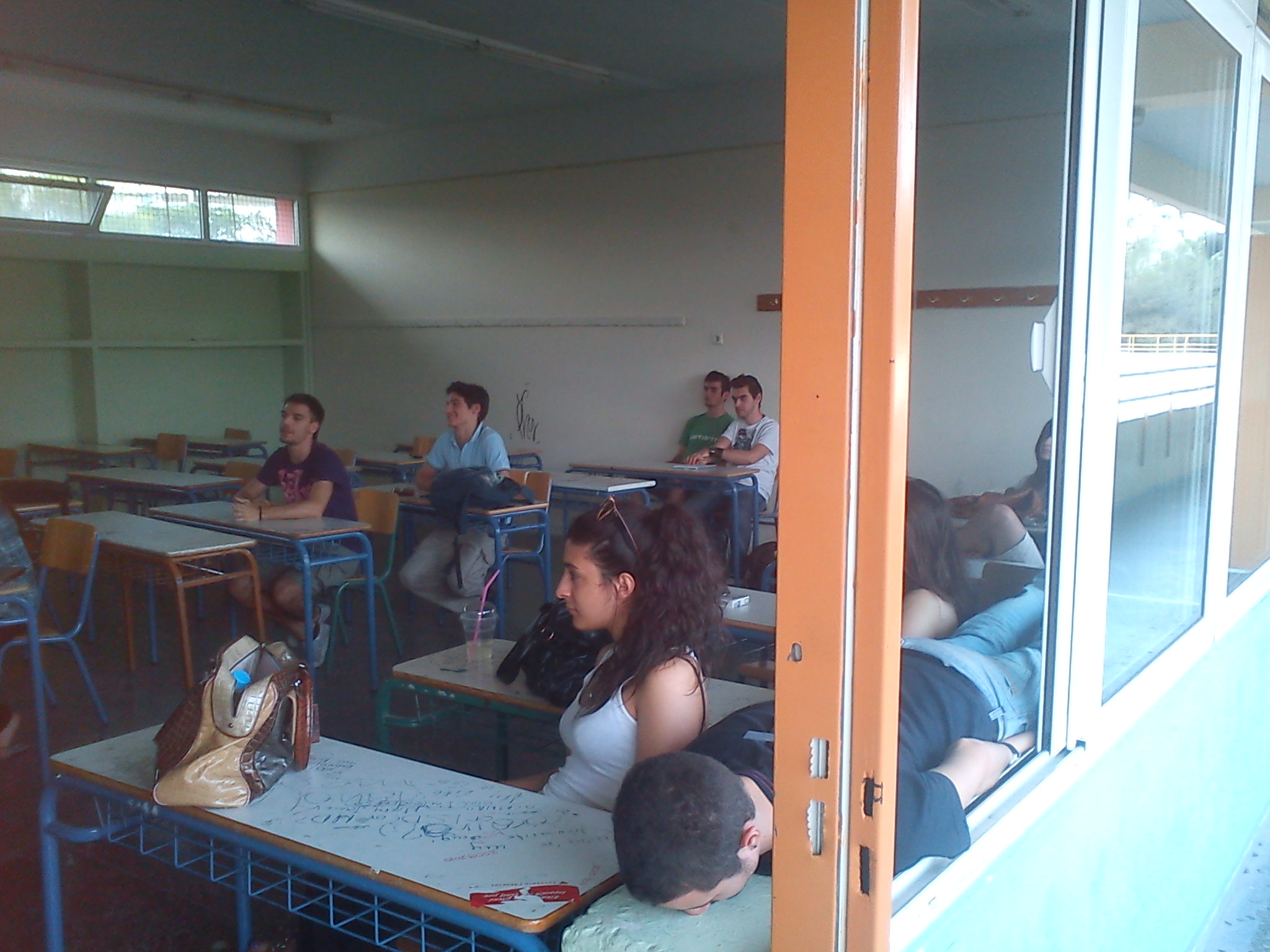
教室でのプランキング